# 国家动物博物馆
国家动物博物馆，即中国科学院动物研究所标本展示馆，位于北京市朝阳区北辰西路1-5院，依托于中国科学院动物研究所，是中国最大的动物类专业博物馆（也被称为“亚洲最大的动物专业博物馆”）。

## 简介

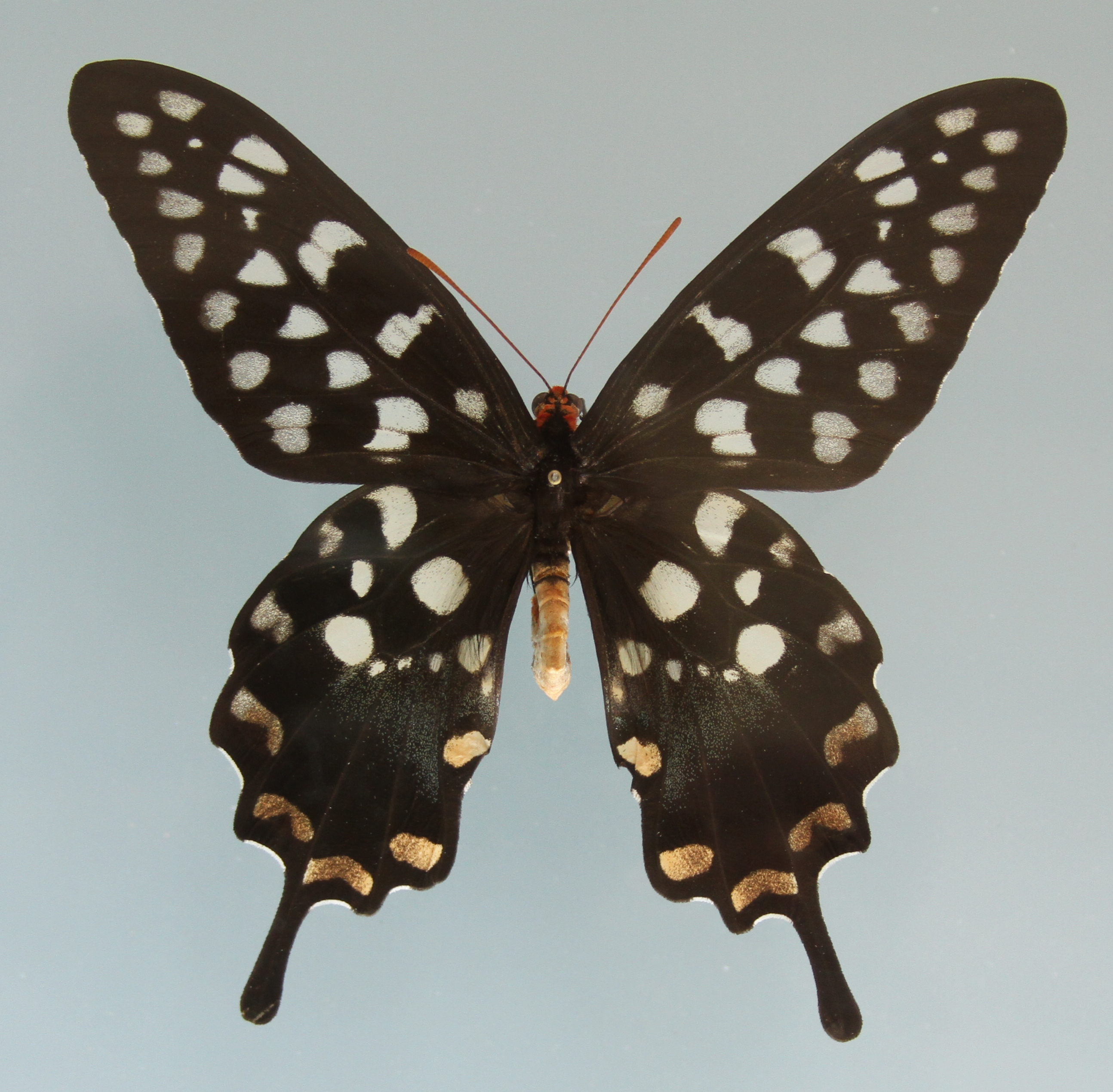
国家动物博物馆收藏的蝴蝶标本

国家动物博物馆于2009年5月17日正式开馆，地处北京市朝阳区中科院奥运科技园区。
该博物馆分为动物标本馆与标本展示馆两部分。标本馆收藏有500余万动物标本，占中国科学院收藏生物标本的约三分之一。这些标本包括1949年11月中科院成立后由原静生生物调查所、北平研究院动物学研究所、震旦博物馆、中央研究院自然历史博物馆、故宫博物院等机构并入及几代科学家近百年努力收藏的动物标本。
标本展示馆仿造法国国家自然历史博物馆的格局，建筑面积为7300平方米，展示面积为5500平方米。展示馆中设有十个独立展厅以及一个4D动感电影院，共展示有5000余动物标本。

## 历任馆长
1. 乔格侠（2009年—）[8][9]